# Полянка (село)
Полянка (словац. Polianka) — село, громада округу Миява, Тренчинський край. Кадастрова площа громади — 9.42 км².
Населення 390 осіб (станом на 31 грудня 2020 року).

## Історія
Полянка згадується 1955 року.

## Географія
Протікає Прєпаснянський потік

## Населення
| Рік:            | 1994. | 2004.    | 2014.   | 2024.   |
| --------------- | ----- | -------- | ------- | ------- |
| Кількість осіб: | 401   | 356      | 384     | 396     |
| Різниця:        |       | -11,22 % | +7,86 % | +3,12 % |

| Рік:            | 2023. | 2024.   |
| --------------- | ----- | ------- |
| Кількість осіб: | 404   | 396     |
| Різниця:        |       | -1,98 % |